# Középkori Krónikások (könyvsorozat)
A Középkori krónikások egy 20. század eleji magyar történettudományi forrásközlő könyvsorozat volt az Athenaeum kiadó gondozásában, 1901–1913 között. 

## Részei
A sorozat a következő köteteket tartalmazta: 
- I. Diaconus Paulus: A longobardok története (Historia Longobardorum.); fordította, életrajzzal és magyarázó jegyzetekkel ellátta Gombos F. Albin (206 l.), 1901
- II. Compagni Dino: Krónika 1280–1312 (Cronica di Dino Compagni delle cose occorrenti ne tempi suoi); olaszból fordította, korrajzzal és magyarázó jegyzetekkel ellátta Rácz Miklós (201 és 1 l.), 1902
- III. Jordanes: A gótok eredete és tettei (De origine actibusque getarum.); fordította, bevezetéssel és magyarázó jegyzetekkel ellátta Bokor János (173 l.), 1904
- IV. Menander Protector történeti művének fennmaradt töredékei; fordította, bevezetéssel és jegyzetekkel ellátta Lukinich Imre (198 l.), 1905
- V. Küküllei János: Nagy Lajos király viselt dolgairól; latinból fordította életrajzzal, kritikai méltatással és magyarázó jegyzetekkel ellátta Dékáni Kálmán (172, 1 l.), 1906
- VI–VII. Liudprand történeti munkái (Antapodosis lier de rebus gestis Ottonis magni imperatoris relatio de legatione Constantinopolitana); fordították Jurkovich Emil, Gombos F. Albin és Gaál Lajos, bevezetéssel és magyarázó jegyzetekkel ellátta Gombos F. Albin (292 l.), 1908
- VIII–IX. A három Villani krónikája (Croniche di Giovani, matteo e Filippo Villani); fordította, bevezetéssel és magyarázó jegyzetekkel ellátta Rácz Miklós (324 l.), 1909
- X. Rimbertus Anskariusa: Vita Anscarii auctore Rimberto et vita Rimberti; fordította Oláh Mihály. Bevezetéssel és magyarázó jegyzetekkel ellátta Domanovszky Sándor / Monaci Lőrinc krónikája Kis Károlyról (Carmen seu historia de Carolo II. cognomento Parvo, rege Hungariae.); fordította, bevezetéssel és magyarázó jegyzetekkel ellátta Márki Sándor (163 l.), 1910
- XI. János minorita Nagy Lajosról szóló krónikatöredéke; fordította, bevezetéssel és magyarázó jegyzetekkel ellátta Dékáni Kálmán (95 l.), 1910
- XII–XIV. Freisingi Ottó krónikája (Ottonis Episcopi Freisingensis Chronicon); ford. Gombos F. Albin–Irsik József–Vajda György. Bev. és magyarázó jegyzetekkel ell. Gombos F. Albin; 1912, 500 l.
- XV–XVI. Freisingi Ottó: I. Frigyes császár tettei (Ottonis Episcopi Freisingensis gesta Friderici I. Imperatoris.); ford., bev. és jegyzetekkel ell. Gombos F. Albin; 1913, 220 l.